# The King of Fighters XI
The King of Fighter XI (ザ・キング・オブ・ファイターズ XI, Za Kingu Obu Faitāzu Irebun) est un jeu de combat en 2D de la série des The King of Fighters. Il est sorti durant l'année 2005.

## Développement
Le 20 février 2004 se tient le salon AOU Show (en) spécialisé dans les jeux d'arcade, SNK révèle avoir finalisé le contrat de partenariat avec la société Sammy,. SNK Playmore abandonne par conséquent son système d'arcade MVS qui est remplacé par l'Atomiswave. Ce système est testé auprès des joueurs durant l'été 2004 avec The King of Fighters: Neowave. En décembre 2004, Tatsuhiko Kanaoka, principal illustrateur de la série, a déclaré que le prochain jeu que SNK Playmore développait serait différent du récent spin-off The King of Fighters: Maximum Impact, dont la sortie était initialement prévue sous le nom de The King of Fighters 2004,. En mai 2005, SNK Playmore dévoile le titre de son nouveau jeu de combat : The King of Fighters XI. 
Le XI sert pour identifier cet épisode comme le onzième titre officiel de la série principale,. Le 8 juillet 2005, Sega organise l'évènement « Sega Private Show 2005 Summer » dans lequel The King of Fighters XI est présenté pour la première fois sur borne d'arcade. Deux nouveaux personnages sont préséntés : Elisabeth et Oswald ainsi qu'un troisième personnage issu de Garou: Mark of the Wolves et qui marque sa première apparition dans la série : B. Jenet. La date de la sortie arcade du jeu au Japon est fixée au 26 octobre 2005. SNK Playmore porte le titre sur PlayStation 2 le 22 juin 2006 au Japon, cette version rajoute d'anciens personnages classiques de la série absents dans la version arcade. La version française du jeu connaît plusieurs reports avant d'obtenir sa date de sortie définitive, le 15 juin 2007.

## Personnages
| Team                            | Membres                                                                                | Membres                                                                                | Membres                                                                                |
| ------------------------------- | -------------------------------------------------------------------------------------- | -------------------------------------------------------------------------------------- | -------------------------------------------------------------------------------------- |
| Hero Team                       | Ash Crimson                                                                            | Oswald                                                                                 | Shen Woo                                                                               |
| Fatal Fury Team                 | Terry Bogard                                                                           | Kim Kaphwan                                                                            | Duck King                                                                              |
| Rival Team                      | Elisabeth Blanctorche                                                                  | Duo Lon                                                                                | Benimaru Nikaido                                                                       |
| Ikari Team                      | Ralf Jones                                                                             | Clark Still                                                                            | Whip                                                                                   |
| Agent Team                      | Vanessa                                                                                | Blue Mary                                                                              | Ramon                                                                                  |
| K' Team                         | K'                                                                                     | Maxima                                                                                 | Kula Diamond                                                                           |
| Anti-Kyokugen Ryu Team          | Malin                                                                                  | Kasumi Todoh                                                                           | Eiji Kisaragi                                                                          |
| Kyo & Iori Team                 | Kyo Kusanagi                                                                           | Iori Yagami                                                                            | Shingo Yabuki                                                                          |
| Art of Fighting Team            | Ryo Sakazaki                                                                           | Yuri Sakazaki                                                                          | King                                                                                   |
| Garou MOW Team                  | B. Jenet                                                                               | Gato                                                                                   | Tizoc                                                                                  |
| Psycho Soldier Team             | Athena Asamiya                                                                         | Sie Kensou                                                                             | Momoko                                                                                 |
|                                 |                                                                                        |                                                                                        |                                                                                        |
| Personnages exclusifs PS2       | Robert Garcia, Mai Shiranui, Geese Howard, Mr. Big, Tung Fu Rue, Hotaru Futaba, Kyo 99 | Robert Garcia, Mai Shiranui, Geese Howard, Mr. Big, Tung Fu Rue, Hotaru Futaba, Kyo 99 | Robert Garcia, Mai Shiranui, Geese Howard, Mr. Big, Tung Fu Rue, Hotaru Futaba, Kyo 99 |
| Mini-Boss (déblocable sur PS2)  | Adelheid Bernstein, Gai Tendo, Sho Hayate, Silber, Jyazu                               | Adelheid Bernstein, Gai Tendo, Sho Hayate, Silber, Jyazu                               | Adelheid Bernstein, Gai Tendo, Sho Hayate, Silber, Jyazu                               |
| Demi-Boss (déblocable sur PS2)  | Shion                                                                                  | Shion                                                                                  | Shion                                                                                  |
| Boss Final (déblocable sur PS2) | Magaki                                                                                 | Magaki                                                                                 | Magaki                                                                                 |